# Mont Hampton
Le mont Hampton est un volcan bouclier avec une caldeira remplie de glace,. C'est le plus septentrional des cinq volcans qui composent la chaîne du Comité Exécutif, dans la terre Marie Byrd, en Antarctique.

## Géographie

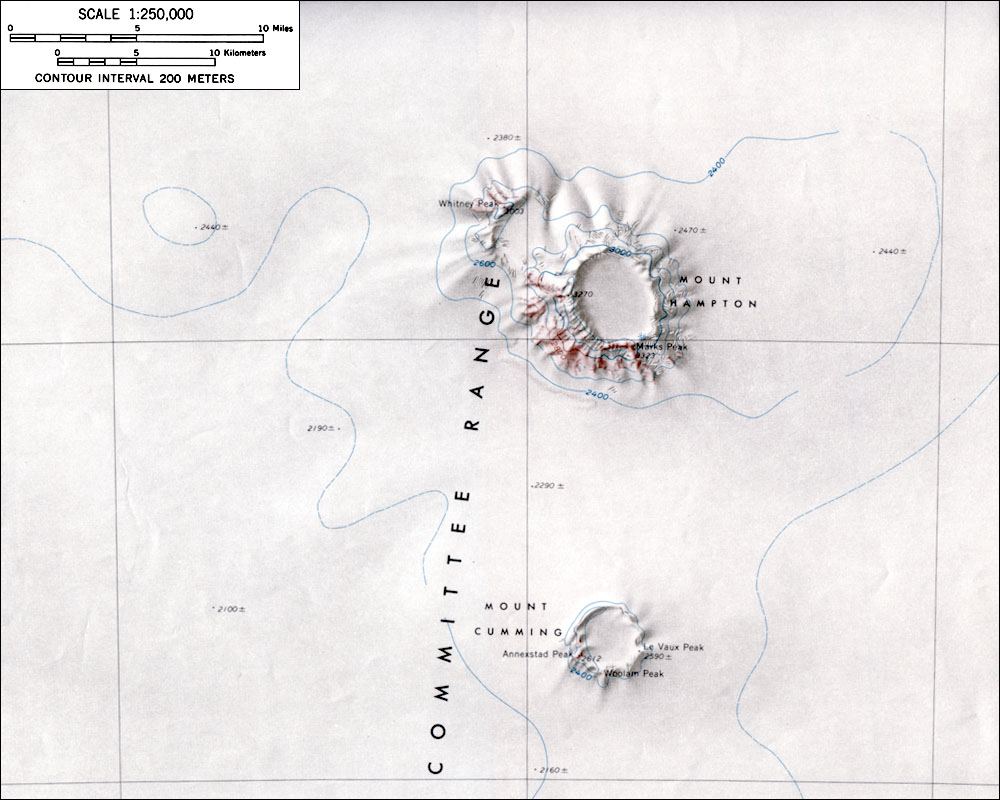
Carte topographique des volcans Hampton (en haut), avec le pic Whitney et le pic Parks, et Cumming (échelle 1:250000).

Le mont Hampton est composé du pic Whitney (3 005 m) au nord-ouest et du pic Marks (3 323 m au sud-est). Le volcan a la forme d'un triangle symétrique non érodé avec une caldeira remplie de glace de 5,5 à 6,5 km de large.
Le sommet nord-ouest est associé à sa propre caldeira, qui est en partie coupée par la caldeira du mont Hampton sur le flanc sud-est et enterrée par les coulées de lave de cette dernière. Les centres des deux caldeiras sont distants d'environ 8 km. Sur la base des affleurements examinés, il semble que la majeure partie du volcan soit formée par des roches d'écoulement (lave), mais on trouve des téphras au niveau des évents annexes.
La montagne s'élève à environ 1 kilomètre au-dessus de la surface de la calotte glaciaire de l'Antarctique occidental qui recouvre la majeure partie de l'édifice, mais des crêtes morainiques se trouvent à sa base sur la calotte glaciaire. En raison des conditions climatiques, la persistance de glace permanente au sommet de la montagne est peu probable à long terme. L'érosion semble y avoir été épisodique avec des maxima pendant les interglaciaires et il n'y a aucune preuve de formation de cirque. Des lichens ont été trouvés sur la montagne.

## Géologie
Le mont Hampton est l'un des plus anciens volcans de l'Antarctique car il a été actif pendant le Miocène. Malgré cela, il est moins érodé que certains volcans plus jeunes de la région, mais en général, les âges des volcans de Marie Byrd Land ne sont pas corrélés à leur état d'érosion. Il semble que le pic Whitney soit la moitié la plus ancienne de l'édifice et que l'activité volcanique ait ensuite migré vers la partie principale du mont Hampton. Plus généralement, le volcanisme dans la chaîne du Comité exécutif a migré vers le sud au fil du temps à un rythme moyen de 0,7 cm par an, bien que le mont Hampton et son voisin du sud, le mont Cumming, aient été simultanément actifs il y a 10 millions d'années.
Les dernières éruptions parasitaires ont eu lieu il y a environ 11,4 millions d'années et les dates radiométriques les plus récentes sont de 8,3 millions d'années. Comme pour d'autres volcans de la terre Marie Byrd, l'activité parasitaire au mont Hampton s'est produite après une longue période de dormance.
Cependant, la présence autour du bord de la caldeira de « tours de glace » inactives de 10 à 20 m de haut suggérait que le volcan était géothermiquement actif et pouvait encore avoir eu des éruptions pendant l'Holocène. Des recherches ultérieures ont établi que les tours de glace étaient en fait formées par l'érosion éolienne de la neige et de la glace. Il n'y a aucune preuve de processus géothermiques et les activités sismiques enregistrées sur le volcan peuvent être dues à des processus volcano-tectoniques ou au mouvement des glaces.
En 2013, des études sismiques réalisées par une équipe de chercheurs de l'Université du Missouri-Saint-Louis suggèrent que la chaîne de volcans correspond au déplacement vers le sud d’un point chaud toujours actif, situé actuellement près du mont Waesche, dont le mont Hampton serait le plus ancien vestige.

## Histoire
La montagne a été découverte par l'United States Antarctic Service Expedition (USAS), le 15 décembre 1940 lors d'un vol et nommée en l'honneur de Ruth Hampton, membre du département de l'intérieur du comité exécutif de l'USAS. Deux expéditions sur le terrain ont eu lieu en 1967-1968 et 1990-1991.